# 42. rozdanie nagród Złotych Malin
42. rozdanie nagród Złotych Malin za rok 2021 odbyła się 26 marca 2022 roku. Nagrody przyznane zostały na podstawie wyników głosowania członków Golden Raspberry Foundation. Ogłoszenie oficjalnej listy nominowanych odbyło się 7 lutego 2022 roku.
Po raz pierwszy miała zostać wręczona Złota Malina za najgorszą rolę Bruce’a Willisa w filmie z 2021 roku, jednakże ze względu na stan zdrowia aktora odstąpiono od tego. 

## Zwycięzcy i nominowani
Laureaci nagród są objęci wytłuszczeniem.

### Najgorszy film
- Diana (Netflix) – David Bryan, Joe DiPietro, i Frank Marshall
  - W nieskończoność (Paramount+) – Lorenzo di Bonaventura, Mark Huffam, Stephen Levinson, Mark Vahradian, Mark Wahlberg i John Zaozirny
  - Karen (Quiver Distribution) – Mary Aloe, Sevier Crespo, "Coke" Daniels, Cory Hardrict, i Taryn Manning
  - Kosmiczny mecz: Nowa era (Warner Bros. Pictures) – Maverick Carter, Ryan Coogler, Duncan Henderson i LeBron James
  - Kobieta w oknie (Netflix) – Eli Bush, Anthony Katagas i Scott Rudin

### Najgorszy aktor
- LeBron James – Kosmiczny mecz: Nowa era we własnej osobie
  - Scott Eastwood – Dangerous jako Dylan "D" Forrester
  - Roe Hartrampf – Diana jako Karol
  - Ben Platt – Drogi Evanie Hansenie jako Evan Hansen
  - Mark Wahlberg – W nieskończoność jako Evan McCauley & Heinrich Treadway

### Najgorsza aktorka
- Jeanna de Waal – Diana jako Diana
  - Amy Adams – Kobieta w oknie jako dr Anna Fox
  - Megan Fox – Midnight in the Switchgrass jako Rebecca Lombardi
  - Taryn Manning – Karen jako Karen Drexler
  - Ruby Rose – Uwikłana jako Victoria

### Najgorszy aktor drugoplanowy
- Jared Leto – Dom Gucci jako Paolo Gucci
  - Ben Affleck – Ostatni pojedynek jako Piotr II Romanow
  - Nick Cannon – Elita złodziei jako Ringo
  - Mel Gibson – Dangerous jako dr Alderwood
  - Gareth Keegan – Diana jako James Hewitt, trener koni z mięśniami

### Najgorsza aktorka drugoplanowa
- Judy Kaye – Diana jako Elżbieta II oraz Barbara Cartland
  - Amy Adams – Drogi Evanie Hansenie jako Cynthia Murphy
  - Sophie Cookson – W nieskończoność jako Nora Brightman
  - Erin Davie – Diana jako Kamila
  - Taryn Manning – To, na co zasłużyli jako Maggie

### Najgorszy reżyser
- Christopher Ashley – Diana
  - Stephen Chbosky – Drogi Evanie Hansenie
  - Coke Daniels – Karen
  - Renny Harlin – Elita złodziei
  - Joe Wright – Kobieta w oknie

### Najgorszy scenariusz
- Diana – scenariusz: Joe DiPietro; muzyka i słowa: David Bryan and Di Pietro
  - Karen – scenariusz: "Coke" Daniels
  - Elita złodziei – scenariusz: Robert Henny i Kurt Wimmer; opowieść Henny’ego
  - Twist – scenariusz: Sally Collett i John Wrathall; dodatkowe materiały autorstwa Toma Grassa, Kevina Lehane'a, Michaela Lindleya i Matthew Parkhilla (z „Oryginalnego pomysłu” Davida T. Lyncha, Keitha Lyncha i Simona Thomasa)
  - Kobieta w oknie – scenariusz: Tracy Letts (na podstawie powieści Kobieta w oknie autorstwa A. J. Finna)

### Najgorsze ekranowe połączenie
- LeBron James i dowolna animowana postać Warnera (lub produkt Warnera), na którą się poci – Kosmiczny mecz: Nowa era
  - dowolna osoba z obsady i dowolna scena śpiewana (lub choreografia) – Diana
  - Jared Leto i którakolwiek z tych rzeczy: 17-funtowa lateksowa twarz, ubrania lub śmieszny akcent – Dom Gucci
  - Ben Platt i którakolwiek z postaci, która udaje, tak jak Ben Platt, że śpiewanie 24/7 jest normalne – Drogi Evanie Hansenie
  - Tom & Jerry (aka Itchy & Scratchy) – Tom i Jerry

### Najgorszy prequel, sequel, remake lub plagiat
- Kosmiczny mecz: Nowa era (Warner Bros. Pictures)
  - Karen (Quiver Distribution)
  - Tom i Jerry (Warner Bros. Pictures)
  - Twist (Sky Cinema)
  - Kobieta w oknie (Netflix)

### Najgorsza rolaBruce’a Willisaw filmie z 2021
- Kosmiczny grzech jako James Ford
  - American Siege jako Ben Watts
  - Apex jako Thomas Malone / The Prey
  - Deadlock jako Ron Whitlock
  - Fortress jako Robert Michaels
  - Midnight in the Switchgrass jako Karl Helter
  - Poza prawem jako Jack Harris
  - Survive the Game jako David [5]

### Nagroda Odkupienia
- Will Smith – King Richard. Zwycięska rodzina